# نورآباد چشمه برقی
 نورآباد چشمه برقی، روستایی از توابع روستای چشمه برقی بخش مرکزی شهرستان سلسله در استان لرستان ایران است.

## جمعیت
این روستا در دهستان قلعه مظفری قرار دارد و براساس سرشماری مرکز آمار ایران در سال ۱۳۸۵، جمعیت آن ۴۰۵ نفر (۷۹خانوار) بوده‌است.